# Pero rotundata
Pero rotundata är en fjärilsart som beskrevs av W. Warren 1900. Pero rotundata ingår i släktet Pero och familjen mätare. Inga underarter finns listade i Catalogue of Life.